# Hell to the Holy
Hell to the Holy è il primo album studio pubblicato dalla band inglese M-Pire of Evil.
Il disco è il successore dell'EP del 2011 "Creatures of the Black", ed è l'ultimo con Antton alla batteria che ha lasciato il gruppo ad inizio anno.
Il disco è stato pubblicato il 26 marzo 2012 dalla Scarlet Records.

## Tracce
1. Hellspawn - 3:58
2. Metal Messiah - 5:15
3. Waking Up Dead - 4:21
4. Hell to the Holy - 6:27
5. Snake Pit - 4:12
6. All Hail - 4:12
7. Devil - 6:16
8. Shockwave - 4:54
9. The 8th Gate - 8:14
10. M-Pire (prelude) - 3:27

## Formazione
- Demolition Man - voce, basso
- Mantas - chitarra
- Antton - batteria